# Billy Wood
William Olive Wood, detto Billy (Camberwell, 6 novembre 1886 – Dulwich, 29 aprile 1971), è stato un lottatore britannico, specializzato nella lotta libera.

## Palmarès

### Olimpiadi
- Argento a Londra 1908 nei pesi leggeri.